# Мандат
Мандат је, у представничким демократијама, перципирани легитимитет да се влада уз подршку народа. Мандати се стичу путем избора, на којима бирачи бирају политичке странке и кандидате на основу сопствених политичких преференција. Резултати избора се затим тумаче како би се утврдило које политике су популарно подржане. Већинска влада даје јасан мандат, док плурална или коалициона влада предлаже мањи мандат, што захтева већи компромис између странака. Странке са јаким мандатом су слободне да спроводе своје префериране политике уз разумевање да их људи подржавају. Када не постоји мандат за једну странку, теорема медијаног гласача се може користити за одређивање које политике имају мандат за спровођење. Модерни концепт политичког мандата се први пут развио око 16. века и постао је истакнути аспект политике након Француске револуције.

## Развој и функција
Мандат је друштвени конструкт заснован на ономе што се схвата као воља бирача. Теорија мандата предлаже да су политичке партије покретачи политичких опција. Бирачи бирају између ових опција током избора, што онда оснажује политике које имају најпопуларнију подршку и омогућава њихову примену. Када бирачи великом већином подрже одређену странку или кандидата на изборима, то се може протумачити као порука бирача да желе да се придружена политичка платформа имплементира, стварајући мандат за ту платформу. Мандати се заснивају на идеји да су сви бирачи једнаки, а за владавину је неопходна сагласност групе као целине. Они који се баве политиком гледају на мандате како би утврдили шта очекују бирачи и шта ће сматрати прихватљивим. Мандат је пожељан за политичке партије, јер им даје слободу у спровођењу политике. Странка или кандидат може тврдити да има мандат, али то даје политичку предност само ако је ова тврдња широко прихваћена. Неизборне владе, као што су диктатуре и монархије, такође могу тврдити да имају народни мандат да владају.
Мандати се развијају из тумачења избора. Ако постане широко прихваћено да гласачи подржавају дату платформу, онда ће се схватити да мандат постоји, без обзира на стварне жеље бирача. Не постоји усаглашена метрика која показује колику подршку позиција мора имати – или се верује да има – пре него што постоји мандат за њено спровођење. Када је политички мандат нејасан, то се може сматрати политичким преференцијама средњег бирача на лево-десном политичком спектру. Ово представља сопствене изазове када се примењује, пошто су преференције политике често сложеније и имају више димензија.
Модерне демократије не обезбеђују доследно већински мандат, пошто неколико конкурентских партија нуди различите политике, захтевајући од коалиционих влада да праве компромисе између својих чланова. У Сједињеним Државама, двопартијски систем увек резултира тиме да једна странка има већину у влади што се може тумачити као мандат. У случају коалиционе владе, не постоји једна партија са народним мандатом, јер је сваку странку подржало мање од половине бирача. Неки политички системи, као што је онај у Уједињеном Краљевству, често дају већину законодавних места партији која је добила само већи број гласова. У овом случају, већина има мандат само ако је представник медијанског бирача. Политика не мора нужно одговарати платформи доминантне странке, јер она може и даље морати да преговара са другим странкама или на неки други начин има ограничења у својој моћи да спроведе одређене политике. Пропорционална заступљеност омогућава нијансираније преференције бирача, али такође омогућава да партија са само плуралном подршком добије већину места. У било ком систему заснованом на коалицијама, бирачи нису у могућности да знају које коалиције могу да се формирају након избора, што додатно удаљава преференције бирача од изборних резултата.
Постојање политичког мандата као концепта оспоравају присталице делиберативне демократије, који верују да се странке бирају као представници да преговарају и праве компромисе између различитих политичких предлога. Директна демократија у потпуности заобилази питање мандата јер омогућава бирачима да директно бирају политику.

## Историја
Стара Грчка и Римска република су у своје владе укључиле идеје о држављанству које су свим мушкарцима давале право да учествују у политичким одлукама. У посткласичној доби, ауторитет владара је обично прихватан без питања и без обзира на жеље народа. Верски ауторитет или благослов божанства често су се позивали као оправдање за власт владара. Прве идеје о мандату за народну власт развиле су се око 1500. године . Ове идеје су почеле да виде политичку имплементацију током доба револуција, када је монархијска власт збачена у многим краљевствима кроз народни устанак. Француска револуција се посебно позивала на народни мандат као неопходан фактор за политички легитимитет. Како се појавила модерна изборна политика, владари су почели да траже легитимитет од народног мандата у појединачним изборним јединицама.